# Ludwig Hornsteiner
Ludwig Josef Hornsteiner (* 5. November 1898 in München, Deutsches Reich; † 9. Oktober 1984 in Bayern) war ein deutscher Bühnenbildner, Ausstatter und Kostümbildner bei prominenten Filmproduktionen während des Zweiten Weltkriegs.

## Leben
Nach dem Besuch des Gymnasiums ließ sich Hornsteiner an der Kunstgewerbeschule seiner Heimatstadt München ausbilden. Anschließend fand er eine Anstellung am Münchner Residenztheater. Von 1926 bis 1934 wirkte er an den Bayerischen Staatstheatern (Schauspiel wie Oper/Operette) als Kulissenmaler und Ausstatter und machte mit seinen Bühnenbildern zu so unterschiedlichen Aufführungen wie „Die Nacht der Könige“ (1930), „Der Wittiber“ (1931) und „Die Südpolexpedition des Kapitäns Scott“ von sich reden. 1934 wechselte Ludwig Hornsteiner nach Berlin, um die Leitung der Ausstattungsabteilung des Großen Schauspielhauses zu übernehmen. In dieser Zeit, vor allem ab Ende des Jahrzehnts bis zur von Goebbels verfügten Schließung aller Spielstätten im Spätsommer 1944, wirkte er als Chefausstatter und Bühnenbildner am streng regimeorientierten hauptstädtischen Theater des Volkes unter der Intendanz von Rudolf Zindler. Hier gestaltete er unter anderem die Kulissen zu den Aufführungen des Stücks „Himmelblaue Träume“, den Operetten „Rompicollo“ und „Im Reich des Indra“ sowie zu der Posse „Wie einst im Mai“.
Während des Zweiten Weltkriegs wurde Ludwig Hornsteiner als Kostümbildner zu einigen teils hochbudgetierten, teils stark tendenziösen Filmen herangeholt. So steuerte er unter anderem die Kostümentwürfe zu den Propagandafilmen Jud Süß und Der große König, aber auch zu Helmut Käutners künstlerisch ambitionierter Maupassant-Verfilmung Romanze in Moll bei. Bei Kriegsende kehrte Hornsteiner nach München zurück und war seit 1948 Leiter des Malateliers der Staatstheater, entwarf für diese Bühnen aber auch erneut Bühnendekorationen wie beispielsweise zu der Residenztheater-Aufführung von Ludwig Tiecks „Der Blaubart“ (1951) und zu Paul Claudels „Der Bürge“ (1954). Hornsteiner blieb dieser Spielstätte noch bis in die 1960er Jahre hinein verbunden. Zum Film kehrte er nicht mehr zurück; Hornsteiners wenige Beiträge für das deutsche Fernsehen basierten auf seinen Bühnenentwürfen zu ebendiesen Stücken. Er starb 1984 und wurde auf dem Münchner Ostfriedhof beigesetzt.

## Filmografie (komplett)
Als Kostümbildner, wenn nicht anders angegeben:
- 1940: Jud Süß
- 1940: Friedrich Schiller
- 1940/42: Der große König
- 1942: Romanze in Moll
- 1944: Das alte Lied
- 1955: Magdalena (Filmbauten/Ausstattung)
- 1963: Cosi fan tutte (Filmbauten/Ausstattung)